# 涂文煥
涂文煥（1548年—？），字本充，號應山，江西南昌府奉新縣人，民籍，明朝政治人物、進士出身。

## 生平
隆慶四年（1570年）庚午科江西鄉試第八十七名，萬曆十一年，登進士第三甲第二百二十八名。兵部觀政，次年授浙江永康县知县，十五年降調，十六年改任常州府學教授，十八年升南京國子監助教，二十一年升南禮部主事，二十二年升郎中，告病。

## 家族
曾祖父涂萬欽；祖父涂孔義；父涂守正。母陳氏。永感下。